# كلاب ضالة (فلم)
كلاب ضالة ( (بالفرنسية: Clebs)) هو فيلم وثائقي كندي قصير، من إخراج حليمة الورديري صدر عام 2019  يتناول الفيلم قصة ملجأ للكلاب الضالة في المغرب.
عُرض الفيلم لأول مرة في 17 نوفمبر 2019 في مهرجان مونتريال الدولي للأفلام الوثائقية. وعُرض لاحقًا في مهرجان برلين السينمائي 2020، حيث فاز بجائزة كريستال بير لأفضل فيلم قصير في قسم أفلام لأكبر من 14 عام، والجائزة الخاصة للجنة التحكيم الدولية لجيل أكبر من 14 عام،  كما فاز بجائزة لجنة التحكيم في المهرجان الدولي للفيلم الفرنكوفوني لعام 2020.
حصل الفيلم على ترشيح لجائزة الشاشة الكندية لأفضل فيلم وثائقي قصير في حفل توزيع جوائز الشاشة الكندية التاسع، وترشيح بريكس ايريس (بالانجليزية: Prix Iris) لأفضل فيلم وثائقي قصير في حفل توزيع جوائز كيبيك السينمائية الثالث والعشرين.

## روابط خارجية
- كلاب ضالة  في قاعدة بيانات الأفلام على الإنترنت (بالإنجليزية)